# Нижній Сузун
Нижній Сузун (рос. Нижний Сузун) — село у Сузунському районі Новосибірської області Російської Федерації.
Входить до складу муніципального утворення Малишевська сільрада. Населення становить 31 особа (2010).

## Історія
Згідно із законом від 2 червня 2004 року органом місцевого самоврядування є Малишевська сільрада.

## Населення
| 2002 | 2007 | 2010 |
| ---- | ---- | ---- |
| 43   | ↘33  | ↘31  |